# Robin Givhan
Robin Givhan (Detroit, 11 settembre 1965) è una giornalista statunitense, ex-redattrice moda del Washington Post.

## Biografia
Ha lasciato il Washington Post nel 2010 per intraprendere la carriera di critica e corrispondente per il Daily Beast ed il Newsweek. In precedenza la Givhan aveva lavorato anche per Detroit Free Press per circa sette anni, al San Francisco Chronicle ed a Vogue.
Nel 2006 ha vinto il premio Pulitzer per il giornalismo di critica, la prima volta nella storia che il premio va ad una giornalista di moda. Il comitato del Pulitzer ha spiegato la scelta notando che gli articoli della Givhan sono "saggi arguti ed oculati che trasformano la critica di moda in critica culturale".
Fra i suoi articoli si ricordano le sue severe critiche nei confronti delle first lady Hillary Clinton e Michelle Obama.